# Orosí (Kostaryka)
Orosí – miasto w Kostaryce, w prowincji Cartago.